# Вашуков, Михаил Юрьевич
Михаи́л Ю́рьевич Вашуко́в (род. 28 мая 1958 года, пос. Всеволожский) — российский артист эстрады, куплетист, юморист. 
Заслуженный артист Российской Федерации (2001).

## Биография
Михаил Вашуков родился 28 мая 1958 года в посёлке Всеволожский Ленинградской области.
С 1982 по 1986 гг. учился в Музыкальном училище при Ленинградской Государственной консерватории им. Римского-Корсакова на отделении разговорной эстрады, где стал старостой курса и где познакомился с будущим партнёром Н. Ю. Бандуриным.
В 1986 году вместе с Николаем Бандуриным устроился на работу в Новгородскую филармонию, где дуэт проработал три месяца.
В 1988 году — Лауреат Всесоюзного конкурса «Политсатиры и публицистики» в Москве.
В 1988—1991 годах — артист «Ленконцерта», выступал в дуэте с Николаем Бандуриным.
В 1989 году в г. Кисловодске получил звание Лауреата Всесоюзного конкурса артистов эстрады по речевым и эстрадным жанрам. В том же году Е. В. Петросян пригласил (впервые) в свой тогдашний театр на гастрольные поездки.
В 1999 году переехал с семьёй в Москву, где стал работать в «Москонцерте».
В 2001 году Вашукову было присвоено звание «Заслуженный артист Российской Федерации».
В 2006 году дуэт куплетистов распался, и артисты выступают с сольными номерами. Михаил Вашуков совместно с Николаем Бандуриным принимает участие в юмористических телепередачах: «Кривое зеркало» (позднее Бандурин ушёл из передачи), «Место встречи…», «Смеяться разрешается» и «Петросян-шоу» (Бандурин вернулся).
28 июня 2005 г. подписал «Письмо в поддержку приговора бывшим руководителям „ЮКОСа“».